# Rareș Chintoan
Rareș Daniel Chintoan (ur. 13 stycznia 1983) – rumuński zapaśnik walczący w stylu wolnym. Trzykrotny olimpijczyk. Dziewiętnasty w Atenach 2004, osiemnasty w Pekinu 2008 i dziesiąty w Londynie 2012 w kategorii 120 kg.
Sześciokrotny uczestnik mistrzostw świata; siódmy w 2005 i 2013. Brązowy medalista mistrzostw Europy w 2006 i 2008. Piąty na igrzyskach europejskich w 2019 i ósmy na igrzyskach europejskich w 2015. Wicemistrz świata juniorów w 2003 roku.
- Turniej w Atenach 2004

Przegrał z Niemcem Svenem Thiele i Turkiem Aydinem Polatcim.
- Turniej w Pekinie 2008

Przegrał z Kubańczykiem Disneyem Rodríguezem i odpadł z turnieju.
- Turniej w Londynie 2012

Przegrał z Däuletem Szabanbajewem z Kazachstanu i odpadł z turnieju.